# المنتدى الإسلامي الأوروبي
المنتدى الإسلامي الأوروبي (IFE) هو منظمة إسلامية مقرها في المملكة المتحدة ولها فروع في أوروبا. ذراعها الخيري هو مؤسسة المنتدى الإسلامي.
يُطلق على جناح الشباب فيها اسم منظمة الشباب المسلم (YMO)، وجناحها النسائي هو مسلمات بريطانيا. يتبع فرعا لندن وسندرلاند المجلس الإسلامي في بريطانيا.

## التاريخ
تأسس المنتدى في عام 1988 كمجموعة مهنية بنجلاديشية بريطانية. كان أول رئيس لها هو الدكتور محمد عبد الباري الذي أصبح فيما بعد رئيسًا لمسجد شرق لندن، خلفه مصلح الفرادي كرئيس منذ 2005. وقد أيده شودري معين الدين، المتهم بارتكاب ما لا يقل عن 18 جريمة قتل بالإضافة إلى جرائم حرب في موطنه بنغلاديش، رغم أنه نفى هذه المزاعم.
وبحسب ما ورد تم تأسيسه من قبل أعضاء سابقين في الجماعة الإسلامية البنغالية ودخلت معهم في نزاع حول إدارة مسجد شرق لندن «طوال أواخر الثمانينات» مما أدى إلى «أمران زجريان للمحكمة العليا» في عام 1990 «ردًا على ذلك» بالعنف في المسجد. يقع مقر دعوة الإسلام الآن في مسجد آخر، شارع جمعية الأمة بيغلاند.
عبد الله فاليق هو نائب الأمين العام الذي يساعد أيضًا في إنشاء مؤسسة قرطبة.
تم تأسيس المنتدى الإيطالي واليوناني في عام 1996، وأميرها حاليا حافظ مولانا أمين الرحمن.
حفل أقامه المنتدى، استضاف أنور العولقي كمتحدث.
كما عملت مع مجموعة الاحتجاجات في الشوارع United East End التي تعارض رابطة الدفاع الإنجليزية (EDL) وجزء من تحالف كفى، وهي مجموعة شاملة تهدف إلى معالجة الكراهية ضد المسلمين، والتي تشمل منظمات مثل " ائتلاف أوقفوا الحرب والمبادرة الإسلامية البريطانية واتحاد الجمعيات الإسلامية الطلابية اتحدوا ضد الفاشية ومسجد شرق لندن.

## منتدى الثقة الإسلامي
تبرع المنتدى بمبلغ 16119 جنيهًا إسترلينيًا لجمعية مركز ستافوردشاير الإسلامي الخيرية، ومبلغ 257.847 جنيهًا إسترلينيًا لمنتدى المجتمع الإسلامي لوتون (LIFC).
يمتلك المنتدى عقارات يؤجرها للاستخدام الخاص لمنظمات أخرى، إحداها في لوزيلس، برمنغهام، كما أنه يمتلك يونيون، بيرنرز ستريت، لوزيلز في برمنغهام.
كما أنشأ فرع مركز أولدهام الإسلامي (OMC) بتكلفة 2.2 مليون جنيه إسترليني والذي تم افتتاحه في أبريل 2010. وحضر الافتتاح نائب رئيس المشروع سيد بدر علم والرئيس المركزي للمعهد محمد حبيب الرحمن. يمتلك الصندوق أيضًا 120-122 منطقة في شاديرتون، أيضًا في أولدهام.

## سياسة
ووصفت الجماعة في عام 2006 بأنها جزء من حركة المهاجرين البنغلاديشيين في لندن بعيدا عن السياسة اليسارية العلمانية تجاه السياسة الإسلامية.
كما ورد أن المنتدى هو المجموعة التي تدير مسجد شرق لندن، والذي يقع بالقرب من مكاتبها. استضاف معهد المنتدى والمسجد العديد من الشخصيات البارزة والقادة الدينيين بما في ذلك الأمير تشارلز، وعبد الله أحمد بدوي وفيونا ماك تاغارت، وبريندان باربر والدكتور ياسر قاضي وعبد الرحمن السديس وسعود الشريم وصلاح البدير وبكر عزت بيجوفيتش وجمال بدوي والعلامة دلوار حسين السعيدي وغيرهم.
وبَخ وزير الزراعة جيم فيتزباتريك المنظمة بسبب سياسات الفصل بين الجنسين في المسجد بعد حضور حفل زفاف إسلامي أقيم في المكان الذي كان يجلس فيه الرجال والنساء بشكل منفصل. في مقال تعليق في صحيفة الجارديان، أشارت عناية بنجلاوالا من المجلس الإسلامي البريطاني إلى أن العديد من الأشخاص الذين تمت مقابلتهم في البرنامج لديهم أجندات خفية خاصة بهم وأشاروا إلى أن جيم فيتزباتريك الذي أشار إلى أن حزب العمال قد اخترق من قبل أعضاء المنتدى، كان من المقرر أن يتحدى جورج جالوي على مقعده في الانتخابات العامة القادمة الذي قلب أغلبية 10,000+ التي عقدها أونا كينغ في انتخابات 2005.
تم تسجيل جورج جالوي على أنه قال إن انتخابه عام 2005 يعود «أكثر مما أستطيع أن أقول، أكثر مما سيكون من الحكمة بالنسبة لي أن أقول، للمنتدى الإسلامي في أوروبا». رداً على برنامج ديسباتش، شجب جالاوي ذلك باعتباره تشويهًا، واعتبر أن المنتدى واحدا من عدة مجموعات ساعدته في حملته المناهضة للحرب، وادعى أنه لا يعرف سوى القليل عن عضوية المنتدى أو سياساته.
ظهرت منظمة الشباب المسلم في كتاب The Islamist للكاتب إد حسين، حيث أوضح أن منظمة الشباب المسلم تجتذب بشكل رئيسي الشباب الآسيويين الناطقين بالإنجليزية، وتقدم حلقات أو محادثات يوميًا في مسجد شرق لندن؛ أثناء تدريسه عن الإسلام فإنه يغطي النظام السياسي للدين.
في فبراير 2010 وصفت الديلي تلغراف المجموعة بأنها «مجموعة سياسية متطورة ذات نظام مرتبة منظم وأهداف متشددة. يجب على المجندين المحتملين حضور التدريب. قيل لإحدى المراسلين السريين أنها ستضطر إلى أداء امتحان وأقسم قسم الولاء وأمرت بالحفاظ على سر عضويتها في المنتدى». انتقد روبرت لامبرت المدير المشارك للمركز الأوروبي للأبحاث الإسلامية بجامعة إكستر الاتهامات، مؤكداً أن الشباب العاملين من المنتدى الإسلامي الأوروبي يعملون بنشاط لمقاومة تأثير الجماعات المتطرفة مثل القاعدة والمهاجرون. «المسلمون الشجعان المعنيون لم يتلقوا أي ثناء على شجاعتهم المتميزة ومواطنتهم الصالحة، وبدلاً من ذلك واجهوا وابلًا لا ينتهي من التشهير».

## روابط خارجية
- الموقع الرسمي